# Megophrys
Megophrys és un gènere d'amfibis anurs de la família Megophryidae distribuïts per la regió indomalàia.

## Taxonomia
Se reconocen las 57 siguientes según ASW:
- Megophrys aceras Boulenger, 1903

- Megophrys acuta Wang, Li & Jin, 2014

- Megophrys ancrae Mahony, Teeling & Biju, 2013

- Megophrys auralensis Ohler, Swan & Daltry, 2002

- Megophrys baluensis (Boulenger, 1899)

- Megophrys baolongensis Ye, Fei & Xie, 2007

- Megophrys binchuanensis Ye & Fei, 1995

- Megophrys binlingensis Jiang, Fei & Ye, 2009

- Megophrys boettgeri (Boulenger, 1899)

- Megophrys brachykolos Inger & Romer, 1961

- Megophrys caudoprocta Shen, 1994

- Megophrys cheni (Wang & Liu, 2014)

- Megophrys damrei Mahony, 2011

- Megophrys daweimontis Rao & Yang, 1997

- Megophrys dringi Inger, Stuebing & Tan, 1995

- Megophrys gigantica Liu, Hu & Yang, 1960

- Megophrys glandulosa Fei, Ye & Huang, 1990

- Megophrys huangshanensis Fei & Ye, 2005

- Megophrys jingdongensis Fei & Ye, 1983

- Megophrys jinggangensis (Wang, 2012)

- Megophrys kobayashii Malkmus & Matsui, 1997

- Megophrys kuatunensis Pope, 1929

- Megophrys latidactyla[2] Orlov, Poyarkov & Nguyen, 2015

- Megophrys lekaguli Stuart, Chuaynkern, Chan-ard & Inger, 2006

- Megophrys ligayae Taylor, 1920

- Megophrys lini (Wang & Yang, 2014)

- Megophrys longipes Boulenger, 1886

- Megophrys major Boulenger, 1908

- Megophrys mangshanensis Fei & Ye, 1990

- Megophrys medogensis Fei, Ye & Huang, 1983

- Megophrys megacephala Mahony, Sengupta, Kamei & Biju, 2011

- Megophrys minor Stejneger, 1926

- Megophrys montana Kuhl & Van Hasselt, 1822

- Megophrys nankiangensis Liu & Hu, 1966

- Megophrys nasuta (Schlegel, 1858)

- Megophrys obesa Wang, Li & Zhao, 2014

- Megophrys omeimontis Liu, 1950

- Megophrys oropedion Mahony, Teeling & Biju, 2013

- Megophrys pachyproctus Huang, 1981

- Megophrys palpebralespinosa Bourret, 1937

- Megophrys parallela Inger & Iskandar, 2005

- Megophrys parva (Boulenger, 1893)

- Megophrys robusta Boulenger, 1908

- Megophrys sangzhiensis Jiang, Ye & Fei, 2008

- Megophrys serchhipii (Mathew & Sen, 2007)

- Megophrys shapingensis Liu, 1950

- Megophrys shuichengensis Tian, Gu & Sun, 2000

- Megophrys spinata Liu & Hu, 1973

- Megophrys stejnegeri Taylor, 1920

- Megophrys takensis Mahony, 2011

- Megophrys tuberogranulatus Shen, Mo & Li, 2010

- Megophrys vegrandis Mahony, Teeling, Biju, 2013

- Megophrys wawuensis Fei, Jiang & Zheng, 2001

- Megophrys wuliangshanensis Ye & Fei, 1995

- Megophrys wushanensis Ye & Fei, 1995

- Megophrys zhangi Ye & Fei, 1992

- Megophrys zunhebotoensis (Mathew & Sen, 2007)